# Rudolf Fränkel

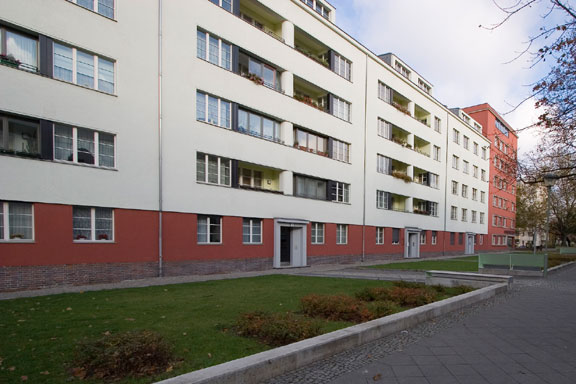
Gartenstadt Atlantic, de Fränkel. Su primer gran encargo: pisos en Behmstrasse

Rudolf Fränkel, a menudo indicado como Rudolph Frankel (14 de junio de 1901 Neisse, Alta Silesia, ahora Nysa, Polonia - 23 de abril de 1974, Oxford, Ohio) fue un arquitecto judeo alemán, que fue uno de los líderes de la avant-garde de entreguerras en Berlín. Más tarde emigró a Bucarest, Londres y Estados Unidos, donde enseñó en la Universidad de Miami, Ohio.

## Vida y carrera
Fränkel era el hijo de Louis Fränkel, un arquitecto del gobierno que estaba en Silesia supervisando la construcción de un ferrocarril, y de su esposa Ida y creció en una familia judía de clase media en Berlín. Después de terminar la escuela por la emergencia de guerra Abitur y servir como voluntario en la Luftstreitkräfte (Fuerza Aérea Imperial Alemana), estudió en la Escuela Técnica Real en Charlottenburg (ahora Instituto de Tecnología de Berlín) e hizo su estudio práctico con su padre. Luego hizo su aprendizaje de 1922 a 1924 con Richard Riemerschmid en Múnich y luego con Gustav Hart en Berlín. En 1922 se casó con Eva Tarrasch, hija de un médico.
En 1924 abrió su propia oficina en Berlín, y en 1925 se convirtió en miembro del Deutscher Werkbund. Su primera gran comisión fue el Gartenstadt Atlantic, un complejo de viviendas de ingresos moderados en Gesundbrunnen, que ha sido un conjunto protegido desde 1995. Los edificios tenían un color inusualmente brillante incluso para las viviendas modernas de la época: la planta baja era violeta, los pisos superiores Verde pálido, las entradas grises y el balcón de tiras amarillas, pero este detalle no se ha conservado; los colores se actualizaron como parte de la renovación de 2001-2005. En 1927, el desarrollo ganó el primer premio del Werkbund al mejor desarrollo de vivienda por invertir el concepto de ciudad jardín en un desarrollo urbano con parques internos, y por el estilo de vida holístico posible gracias a la ubicación central. La primera parte del desarrollo que se completó fue el cine Lichtburg y su edificio comercial asociado que alberga restaurantes, instalaciones para reuniones y banquetes, tiendas y una bolera, junto a la estación de S-Bahn y U-Bahn. El cine fue uno de los primeros con sonido. El edificio en su conjunto ganó elogios por su modernidad y por el uso del espacio. Fränkel continuó diseñando otros edificios residenciales, desarrollos de viviendas y lugares de diversión en Berlín y alrededores, incluido un bloque de 400 viviendas terminadas en estuco amarillo sobre una planta baja de ladrillo marrón frente al parque de la ciudad de Schöneberg.
Los diseños de Fränkel fueron reconocidos en la prensa arquitectónica como ejemplos de la arquitectura moderna y del uso eficiente del espacio. Además, sus edificios de diversiones, particularmente el cine Lichtburg, fueron ejemplos famosos de la Arquitectura de la Noche (Architektur der Nacht) o la Arquitectura de la Luz (Lichtarchitektur). A mediados de la década de 1920, Walter Gropius lo invitó a unirse a la facultad de Bauhaus, pero se negó por falta de tiempo.
Después de la toma del poder por parte de los nazis, los judíos y los seguidores del movimiento moderno sufrieron cada vez más la discriminación; después de 1933, a los arquitectos judíos se les prohibió efectivamente trabajar, ya que no podían unirse a la Reichskulturkammer. En el verano de 1933, Fränkel emigró a Bucarest, donde diseñó otro cine importante, el Scala, y otros edificios residenciales.
Posteriormente Bucarest también se volvió peligrosa y en 1937, Fränkel se mudó a Londres, donde su cuñado ya estaba establecido. En Inglaterra y Gales, diseñó importantes edificios industriales y residenciales que hoy constituyen grandes ejemplos de "estilo moderno continental". En 1938 diseñó una casa para él en Stanmore Hill en Great Stanmore. Mientras que en Inglaterra se convirtió en miembro fundador del "Círculo" del Grupo de Arquitectos e Ingenieros Alemanes y Austriacos (en 1943), fue miembro de Arquitectos para la Reurbanización de Áreas en Desastres (en 1945) y del Instituto Real de Arquitectos Británicos (de 1947 a 1974: FRIBA). Sin embargo, al estallar la Segunda Guerra Mundial en septiembre de 1939, fue internado por un corto tiempo como un "posible enemigo".
Finalmente, en 1950, emigró a los Estados Unidos para enseñar en la Universidad de Miami en Oxford, Ohio. Se unió al Instituto Americano de Planificadores y en 1954 comenzó el Programa de Postgrado en Diseño de Ciudades, probablemente el primer programa de diseño urbano en cualquier universidad estadounidense que se convirtió en un programa de dos años en 1966. Entre 1955 y 1964, Rudolf Frankel & Associates desarrolló planes maestros para varias ciudades, incluyendo Loveland, Ohio. Fue contratado para planificar el reposicionamiento de Evansville, Indiana, como una ciudad atractiva para la industria a fines de la década de 1950 y principios de la década de 1960. Sin embargo, se le negó la permanencia en el cargo con el pretexto de ser un ciudadano extranjero, y cuando su programa terminó en 1968, renunció con pesar. Continuó viviendo en Oxford hasta su muerte en 1974. En 2006 fue nombrado profesor emérito póstumo.
El arxivo de Fränkel está conservado en el Centro Canadiense de Arquitectura en Montreal. El Rudolph Frankel Memorial Award en la Universidad de Miami es otorgado a un estudiante de posgrado que se muestra prometedor en el diseño urbano o de planificación.

## Obras seleccionadas
- 1924–1928: Gartenstadt Atlantic, Gesundbrunnen, Berlín
- 1926: Edificio residencial, Emser Straße 14-17a, Wilmersdorf, Berlín
- 1926–28: Casa de campo para el director de cine Gabriel Levy,[17] Silberberger Straße 29a, Bad Saarow
- 1927: Sede de Honig, Bellermannstraße 72-78, Gesundbrunnen, Berlín
- 1927–1929: Lichtburg cinema en el Gartenstadt Atlantic, Gesundbrunnen, Berlín
- 1927–1930: Casas familiares en Gartenstadt Frohnau, Frohnau, Berlín
- 1928: Puente sobre el Río Ruhr en Westhofen, Schwerte (destruido)
- 1929: Dos casa familiares, Warnemünder Straße 28a and b, Dahlem, Berlín
- 1929–32: Edificio Lange (complejo incluyendo teatro, cinema y clínica), Bad Saarow
- 1930: Pisos en Grieser Platz, Halensee, Berlín
- 1930–1931: Leuchtturm Restaurant, Friedrichstraße 138, Mitte, Berlín
- 1930–31: Cuatro edificios residenciales, Schlosspark, Pankow, Berlín
- 1930–1932: Edificio en Stadtpark Schöneberg, Schöneberg, Berlín
- 1931–1932: Residencia Stern, Schmolz, near Breslau[18][19]
- 1932–1933: Renovación del Teatro Albert Schumann, Fráncfort del Meno[20][21] (destruido en 1944, ruinas demolidas en 1960)
- 1933–1934: Pop residencia, Caragiale 9, Bucharest[22]
- 1934: Pisos para parejas con niños, Bucarest
- 1934: Resita, planta de acero, Oţelu Roşu
- 1933–1935: Edificio de la Adriatica Asigurarea, Bucarest
- 1934–1936: Factoría textil de seda cerca de Bucarest (Velvet Textile Mill)
- 1935–1936: Teatrul de Comedie, Bucarest[23]
- 1935–1937: Apartamentos Malaxa, Bucarest
- 1935–1937: Scala cinema, Bucarest
- 1936–1937: Villa Flavian, Serg Gheorghe Militaru y Soseaua Kisseleff, Bucharest
- 1937–1938: Residencia Rachwalsky
- 1937–1938: Frankel house, Outer London, ahora en el Grade II listed building[24]
- 1941: E. H. Jones (Machine Tools) Ltd. factory, sales space, canteen, Kingsbury
- 1946–1947: Suflex Ltd. factory
- 1946–1948: Sotex Ltd. nylon clothing factory, Congleton
- 1949: Lichfield residence, Stanmore
- 1950: Luralda Ltd. warehouse, London
- 1950: Extension, Rachwalsky residence, New York